# Levi Boer
Levi Boer (* 8. Oktober 1997) ist ein niederländischer Eishockeyspieler, der seit 2018 bei Hijs Hokij Den Haag in der belgisch-niederländischen BeNe League unter Vertrag steht.

## Karriere

### Klubs
Levi Boer begann seine Karriere bei den Dordrecht Lions, für die er nach Einsätzen in der zweiten und dritten niederländischen Liga in der Saison 2013/14 in der Ehrendivision debütierte. Nach dem Abstieg der Südholländer 2014 spielte er zunächst wieder in der zweitklassigen Eerste divisie, seit 2015 aber in der neugegründeten BeNe League. Nach dem Rückzug der Lions 2016 wechselte er zu den Zoetermeer Panters, die er aber schon ein Jahr später wieder verließ, um zu den New Jersey Rockets aus der United States Premier Hockey League zu gehen. 2018 kehrte er in die Niederlande zurück, wo er seither für Hijs Hokij Den Haag wieder in der BeNe League auf dem Eis steht.

### International
Für die Niederlande nahm Boer an den Spielen der Division II der U18-Weltmeisterschaft 2015 sowie der U20-Weltmeisterschaften 2016 und 2017 teil. 
Sein Debüt in der Herren-Nationalmannschaft gab der Stürmer beim Division-I-Turnier der Weltmeisterschaft 2019. Nachdem die Mannschaft dort abgestiegen war, spielte er bei der Weltmeisterschaft 2022 und erreichte dort den sofortigen Wiederaufstieg.

## Erfolge und Auszeichnungen
- 2022 Aufstieg in die Division I, Gruppe B, bei der Weltmeisterschaft der Division II, Gruppe A